# Bithynium (Geologie)
| Serie       | Stufe    | Unterstufe   | ≈ Alter (mya) |
| ----------- | -------- | ------------ | ------------- |
| höher       | höher    | höher        | jünger        |
| Mitteltrias | Ladinium | Longobardium | 239,1–235     |
| Mitteltrias | Ladinium | Fassanium    | 242–239,1     |
| Mitteltrias | Anisium  | Illyrium     | 244–242       |
| Mitteltrias | Anisium  | Pelsonium    | 244,9–244     |
| Mitteltrias | Anisium  | Bithynium    | 246,3–244,9   |
| Mitteltrias | Anisium  | Aegeum       | 247,2–246,3   |
| tiefer      | tiefer   | tiefer       | älter         |

Das Bithynium ist ein Zeitintervall der Erdgeschichte. Es ist die zweite informelle Unterstufe des Anisium, der dritten chronostratigraphischen Stufe der Trias. Sie folgt auf das Aegeum, der untersten Unterstufe des Anisium und wird von der Unterstufe des Pelsonium abgelöst.

## Begriffsgeschichte
Der Fachbegriff Bithynium wurde 1974 von Riccardo Assereto vorgeschlagen. Der Name ist benannt nach der Kokaeli-Halbinsel, dem früheren Bithynien (oder lat. Bithynia) in der heutigen Türkei. Die Typlokalität liegt auf der Kokaeli-Halbinsel nahe der Stadt Gebze, entlang der Eisenbahnstrecke Istanbul-Ismid (km 49,780 bis km 51,500). 

## Definition, Korrelation, absolute Datierung und Untergliederung
Die Untergrenze des Bithynium bildet die Basis der Nicomedites osmani-Ammonitenzone, die Obergrenze ist die Basis des Pelsonium, das Erstauftreten der Ammoniten-Art Balatonites balatonicus. Aegeum und Bithynium werden auch als Unteranis bezeichnet. Unteranis wie auch Bithynium sind informelle stratigraphische Bezeichnungen, da sie von der Internationalen Kommission für Stratigraphie nicht ratifiziert sind.
Nach der derzeitigen Korrelierung mit der Geochronologie reicht das Bithynium von 246,3 bis 244,9 Millionen Jahre vor heute.
Das Bithynium umfasst zwei Ammoniten-Zonen, die
- Aghdarbandites ismidicus-Zone und die
- Nicomedites osmani-Zone

## Belege